# Вольная борьба на летних Олимпийских играх 2016 — до 57 кг (мужчины)
Соревнования по вольной борьбе в весовой категории до 57 килограммов на летних Олимпийских играх 2016 года прошли 19 августа 2016 года на Арене Кариока 2 с 10:00 до 13:00 и с 16:00 до 19:00.
В этом весе приняли участие 20 спортсменов.

## Превью
Федерация Объединённый мир борьбы называла следующих спортсменов претендентами на призовые места:
Фавориты
- Безусловным и единственным фаворитом является действующий чемпион мира и Европы Владимир Хинчегашвили (№ 1 мирового рейтинга);

Претенденты
- Двукратный чемпион мира (2014, 2015) в не-олимпийской весовой категории до 61 килограмма Гаджи Алиев (№ 1 в категории до 61 килограмма);
- Хасан Рахими (№ 2), серебряный призёр чемпионата мира 2015 года, чемпион мира 2013 года;
- Бехбаяр Эрдэнбатэн (№ 4), бронзовый призёр чемпионата мира 2015 года.
- Ян Гён Иль (№ 5), бронзовый призёр Олимпийских игр 2012 года, чемпион мира 2014 года

Тёмные лошадки
- Виктор Лебедев (№ 7), двукратный чемпион мира (2010, 2011), бронзовый призёр чемпионата мира 2015 года.
- Динамичный борец Йовлис Бонне (№ 3), бронзовый призёр чемпионата мира 2014 года в не-олимпийской весовой категории до 61 килограмма
- Действующий чемпион Европы Владимир Дубов (№ 3 в весовой категории до 61 килограмма), бронзовый призёр чемпионата мира 2015 года в не-олимпийской весовой категории до 61 килограмма.

## Турнир

### Медалисты
| Золото                       | Серебро           | Бронза                  |
| Владимир Хинчегашвили Грузия | Рэй Хигути Япония | Гаджи Алиев Азербайджан |
| Владимир Хинчегашвили Грузия | Рэй Хигути Япония | Хасан Рахими Иран       |

## Комментарии
1. ↑   В близкой категории до 55 килограммов
2. ↑   В близкой категории до 60 килограммов